# Eagle Air of Iceland
Eagle Air of Iceland (ursprünglich Arnarflug) war eine international verkehrende isländische Fluggesellschaft, die ihren Betrieb im Jahr 1990 eingestellt hat.

## Geschichte
Eagle Air of Iceland wurde am 10. April 1976 unter dem Namen Arnarflug von ehemaligen Mitarbeitern der zuvor liquidierten Fluggesellschaft Air Viking gegründet. Mit zwei von Air Viking übernommenen Maschinen des Typs Boeing 720 nahm die Gesellschaft am 5. Juni 1976 ihren IT-Charterflugbetrieb von Keflavík nach Palma de Mallorca auf. Düsseldorf kam ab dem 12. Juni 1976 als zweites Ziel hinzu. Außerhalb der Sommersaison wurden überwiegend Gelegenheitsdienste (Ad-hoc-Charter) sowie Auftragsverkehr für andere Fluggesellschaften (Sub-Charter) geflogen. Um die Auslastung der Flugzeuge zu erhöhen, betätigte sich die Gesellschaft ab 1978 auch im Leasinggeschäft.
Die Unternehmensgruppe Flugleidir, zu der auch Icelandair gehörte, beteiligte sich im September 1978 mit 57,5 Prozent an der Arnarflug, die im Anschluss den Namen Eagle Air of Iceland erhielt. Im Jahr 1980 ersetzte das Unternehmen seine Boeing 720 durch Maschinen des Typs Boeing 707, die außerhalb der Hauptreisezeiten im Wet-Lease für andere Fluggesellschaften betrieben wurden. Daneben führte Eagle Air unter dem Markenauftritt Arnarflug Innanlands nationale Linienflüge mit Maschinen der Typen De Havilland Canada DHC-6 und Piper PA-31 durch. Die innerhalb Islands betriebenen Propellerflugzeuge waren auf dem Flughafen Reykjavík stationiert. Nach dem Erwerb einer Boeing 737-200 richtete die Gesellschaft im Jahr 1981 ihre ersten internationalen Linienverbindungen ein, unter anderem nach Amsterdam, Düsseldorf und Zürich. Mitte der 1980er Jahre wurden die Linienflüge nach Düsseldorf eingestellt und stattdessen Hamburg planmäßig angeflogen. Zu dieser Zeit bestand die Flotte aus einer Piper PA-23 Aztec, zwei Cessna 402, einer Boeing 737-200 und zwei Douglas DC-8-61.
Aufgrund der starken saisonalen Nachfrageschwankungen, verschlechterte sich die wirtschaftliche Situation des Unternehmens ab Mitte der 1980er-Jahre kontinuierlich. Die Gesellschaft stellte ihren Flugbetrieb im August 1990 ein und wurde im Oktober 1990 aufgelöst.

## Flotte

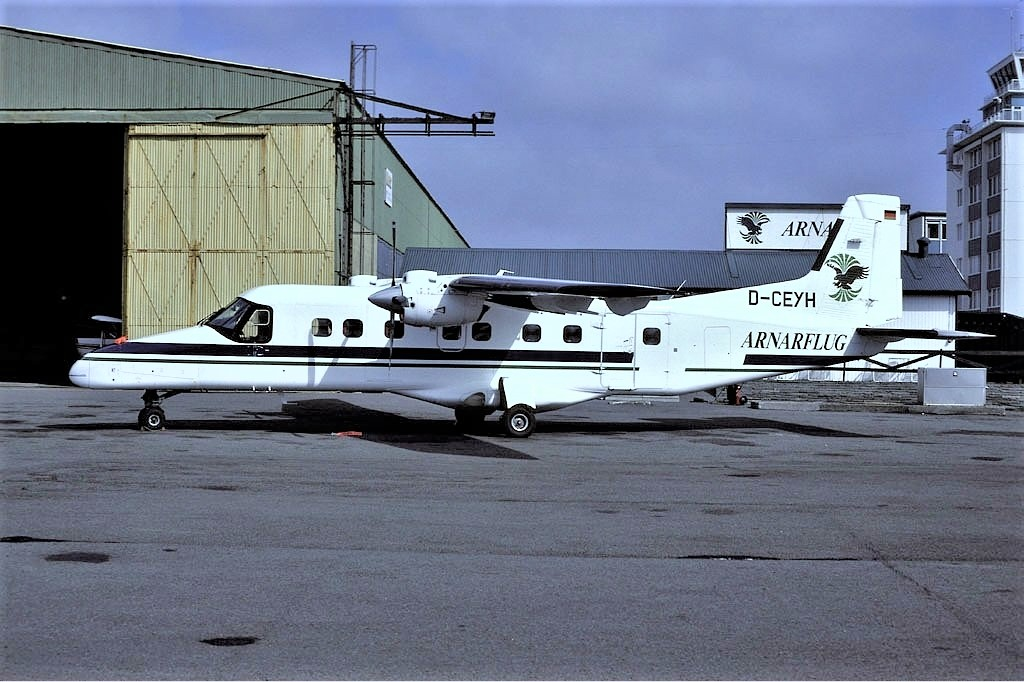
Dornier 228-201 der Arnarflug

Eagle Air of Iceland betrieb folgende Flugzeugtypen:
- Boeing 720
- Boeing 707-320B und Boeing 707-320C
- Boeing 727-100
- Boeing 737-200
- Cessna 402C
- De Havilland Canada DHC-6-100
- Dornier 228
- Douglas DC-8-61
- Lockheed L-188CF Electra
- Piper PA-31-350 Navajo Chieftain und PA-31T Cheyenne[6]
- Piper PA-E23-250 Aztec